# Заводници
Заводници (шп. Machos) чилеанска је теленовела, продукцијске куће Canal 13, снимана 2003.
У Србији је приказивана током 2005. и 2006. на БК телевизији.

## Синопсис
„Заводници“ говоре о традиционалној породици, која живи у Вињи дел Мар. Глава породице је Анхел Меркадер, шовиниста и манипулатор, који је ожењен мирном Валентином. Пар има шесторо деце и сви су синови, који осим разлике у годинама (између 40 и 20 година) морају да се боре са ауторитетом који је успоставио њихов конзервативни отац.
Алонсо је настарији, упешан архитекта који је имао проблем са превазилажењем смрти супруге све док није упознао Соњу, сиромашну продавачицу кифлица, не знајући да је она била љубавница његовог оца током 12 година.
Армандо, једини ожењен син од почетка приче, пролази кроз брачну кризу јер је изгубио посао и мора да се врати у очеву кућу са женом и дететом, а потом почну да га муче предрасуде јер његова супруга постаје економски стубац породице.
Анхел се враћа из Барселоне после више година како би се вратио у породицу која не зна да га је отац отерао из куће зато што је хомосексуалац.
Алекс је женскарош који управља једним баром на плажи и жели да освоји Фернанду, професорку која ради у породичној кући, док у међувремену има везу са Моником, девојком свог најбољег пријатеља.
Адан је миљеник свог оца, студира медицину и заљубљен је у Фернанду због чега мора да се бори са Алексом и сопственим сексуалним траумама које су га натерале да буде невин у 25.
Амаро студира архитектуру и на факултету се лудо заљубљује у професорку Исабел, која је 20 година старија од њега.
Антонио је најмлађи и најбутовнији према очевим правилима. Неодговоран младић који завршава средњу школу и заљубљен је у Мадону, кћерку служавке у кући.
Појављује се Алисија, Анхелова незаконита кћерка са једном проститутком, а Валентина сазнаје да болује од рака …

## Улоге
| Глумац:                | Улога:                |
| ---------------------- | --------------------- |
| Хектор Ногуера         | Анхел Меркадер        |
| Лилијана Рос           | Валентина Фернандез   |
| Кристијан Кампос       | Алонсо Меркадер       |
| Каролина Арегуи        | Соња Трухиљо          |
| Родриго Бастидас       | Армандо Меркадер      |
| Фелипе Браун           | Аријел Меркадер       |
| Хорхе Забалета         | Алекс Меркадер        |
| Гонсало Валензуела     | Адан Меркадер         |
| Дијего Муњоз           | Амаро Меркадер        |
| Пабло Дијаз            | Антонио Меркадер      |
| Марија Елена Свет      | Фернанда Гаридо       |
| Марија Хосе Прието     | Моника Салазар        |
| Вивијана Родригез      | Консуело Валдес       |
| Марикармен Аригоријага | Естела Салазар        |
| Адријана Вакареза      | Исабел Фулер          |
| Алехандро Кастиљо      | Фанор Крућага         |
| Соланж Лакингтон       | Хосефина Урутија      |
| Ингрид Круз            | Белен Крућага         |
| Хуан Пабло Бастидас    | Бенхамин Крућага      |
| Берта Ласала           | Пилар Понсе           |
| Аранзазу Јанковић      | Урсула Виљависенсио   |
| Тересита Рејес         | Имелда Роблес         |
| Маријана Лојола        | Сораја Салседо        |
| Ренато Мунстер         | Педро Пабло Естевез   |
| Марсела Медел          | Клеменсија Риос       |
| Марија Елена Дуваучеље | Бернарда Браво        |
| Каролина Варлета       | Кијара Салазар        |
| Лорена Капетиљо        | Мадона Риос           |
| Серхио Силва           | Лукас Фарфан          |
| Тереса Мунћмејер       | Тија Чита             |
| Хосе Хименез           | Андрес Меркадер       |
| Себастијан Аранкибиа   | Николас Понсе         |
| Кристијан Гузман       | Густаво Ередија       |
| Макарена Теке          | Мануела Силва         |
| Фелипе Уртадо          | Игнасио Оса           |
| Паулина де ла Паз      | Каћор Гонзалес        |
| Леонардо Алварез       | Берналес              |
| Констанса Гонзалес     | Кристина              |
| Роса Рамирез           | Хасинта               |
| Нели Меруане           | Мирна Роблес          |
| Фернандо Гомез Ровира  | Рене Сандовал         |
| Емилио Гарсија         | Сами                  |
| Елвира Лопез           | Алисија Меркадер      |
| Катрин Мазојер         | Алексов адвокат       |
| Алехандро Трехо        | Виктор Бенавидес      |
| Педро Викуња           | Карлос Гаридо         |
| Кока Рудолфи           | Ема Салинас де Гаридо |
| Ремихио Ремеди         | Рајмундо Фернандез    |
| Памела Виљалба         | Татјана Ромеро        |
| Оскар Гарсес           | Ћино Ередиа           |
| Себастијан Дам         | Хавијер               |
| Рубен Дарио Гевара     | Хоакин Фернандез      |
| Франсиска Маркез       | Кларита               |
| Антонела Риос          | Јоли Салседо          |
| Артуро Руиз            | Тагле Мауро           |
| Патрисија Ирибара      | Сорајина мајка        |
| Серхио Гахардо         | Сорајин отац          |
| Клара Бревис           | Тија, Сорајина бака   |